# Thomas Allen (1542-1632)
Pour les articles homonymes, voir Thomas Allen et Allen.
Thomas Allen est un mathématicien et astrologue britannique, né à Uttoxeter, Staffordshire, le 21 décembre 1542. Il est décédé à Oxford, le 30 septembre 1632.

## Biographie
Collecteur infatigable de vieux manuscrits, sa science le fit accuser de sorcellerie.

## Œuvres
Cité comme un des auteurs de la Bibliothèque Allenienne, on n'a conservé de lui que deux ouvrages sur Ptolémée.

## Sources et références
- Dezobry et Bachelet, Dictionnaire de biographie, t.1, Ch.Delagrave, 1876, p. 60